# 25143 Itokawa
25143 Itokawa (/[invalid input: 'icon']ˌiːtoʊˈkɑːwə/; tiếng Nhật: イトカワ [itokawa]) là một tiểu hành tinh Apollo và tiểu hành tinh bay qua Sao Hỏa.